# Heterochone calyx
Heterochone calyx är en svampdjursart som först beskrevs av Schulze 1886.  Heterochone calyx ingår i släktet Heterochone och familjen Aphrocallistidae. Inga underarter finns listade i Catalogue of Life.